# Anisocentropus latifascia
Anisocentropus latifascia là một loài Trichoptera trong họ Calamoceratidae. Chúng phân bố ở miền Australasia.